# Lachapelle-aux-Pots
Lachapelle-aux-Pots település Franciaországban, Oise megyében. Lakosainak száma 1534 fő (2022. január 1.). Lachapelle-aux-Pots Blacourt, Hodenc-en-Bray, Ons-en-Bray, Saint-Aubin-en-Bray, Saint-Germain-la-Poterie, Saint-Paul és Savignies községekkel határos.

## Népesség
A település népességének változása:
| Lakosok száma | 1577 | 1605 | 1661 | 1620 | 1668 | 1660 | 1618 | 1576 | 1534 |
|               | 2013 | 2015 | 2016 | 2017 | 2018 | 2019 | 2020 | 2021 | 2022 |